# Ida Alterå
Anna Ida Alterå, född 24 april 1997 i Uppsala, är en svensk politiker (Centerpartiet). Hon var mellan augusti 2019 och maj 2021 förbundsordförande för Centerpartiets ungdomsförbund.

## Uppväxt och karriär
Ida Alterå är dotter till de centerpartistiska politikerna Ola Alterå och Anna-Karin Hatt och växte upp i Huddinge, söder om Stockholm. I valet 2018 valdes hon genom personkryss till kommunfullmäktigeledamot i Lunds kommun, en post hon lämnade hösten 2019 i samband med att hon tillträdde som förbundsordförande. Tidigare har hon studerat till civilingenjör i ekosystemteknik vid Lunds tekniska högskola.[källa behövs]
Under Alterås tid som förbundsordförande debatterade hon bland annat offentligt för ett avskaffande av alkoholmonopolet och emot införande av porrförbud.
Efter sin avgång 2021 anslöt Alterå till PR-byrån Westander.